# 伊薩盧國家公園
伊薩盧國家公園（法語：Parc national de l'Isalo）是馬達加斯加西南部的國家公園，佔地815平方公里，成立於1999年，鄰近圖利亞拉，園內有82種鳥類、33種爬蟲類動物、15種蛙類和14種哺乳類動物。

## 外部連結
- Official website (in French)
- Wild Madagascar- Isalo（页面存档备份，存于）